# Bouère
Ne doit pas être confondu avec Bouër.
Bouère est une commune française, située dans le département de la Mayenne et de la région des Pays de la Loire, peuplée de 1 066 habitants.
La commune fait partie de la province historique du Maine, et se situe dans le Bas-Maine.

## Géographie
Bouère se trouve au sud-est de la Mayenne, à la limite entre les anciennes provinces du Maine (bas-Maine) et de l'Anjou (Haut-Anjou). La commune se trouve entre Grez-en-Bouère et Saint-Denis-d'Anjou, à 35 km de Laval, 54 km d’Angers et 70 km du Mans.
La ville comporte des carrières de marbre, ou le Marbre de Bouère a participé à l'édification de la basilique du Sacré-Cœur de Montmartre et de la gare Saint-Lazare à Paris.

### Communes limitrophes
| Saint-Charles-la-Forêt | Le Buret | Beaumont-Pied-de-Bœuf, Saint-Loup-du-Dorat (par un quadripoint) |
| Grez-en-Bouère         | Bouère   | Saint-Brice                                                     |
| Bierné-les-Villages    |          | Souvigné-sur-Sarthe (Sarthe), Saint-Denis-d'Anjou               |

### Géologie
La commune repose sur le bassin houiller de Laval daté du Culm, du Viséen supérieur et du Namurien (daté entre -346 et -315 millions d'années).

### Climat
Pour des articles plus généraux, voir Climat des Pays de la Loire et Climat de la Mayenne.
En 2010, le climat de la commune est de type climat océanique dégradé des plaines du Centre et du Nord, selon une étude du CNRS s'appuyant sur une série de données couvrant la période 1971-2000. En 2020, Météo-France publie une typologie des climats de la France métropolitaine dans laquelle la commune est exposée à un climat océanique et est dans la région climatique  Moyenne vallée de la Loire, caractérisée par une bonne insolation (1 850 h/an) et un été peu pluvieux. 
Pour la période 1971-2000, la température annuelle moyenne est de 11,4 °C, avec une amplitude thermique annuelle de 13,9 °C. Le cumul annuel moyen de précipitations est de 714 mm, avec 11,7 jours de précipitations en janvier et 6,6 jours en juillet. Pour la période 1991-2020, la température moyenne annuelle observée sur la station météorologique de Météo-France la plus proche, sur la commune de Grez-en-Bouère à 4 km à vol d'oiseau, est de 12,0 °C et le cumul annuel moyen de précipitations est de 740,5 mm,. Pour l'avenir, les paramètres climatiques de la commune estimés pour 2050 selon différents scénarios d'émission de gaz à effet de serre sont consultables sur un site dédié publié par Météo-France en novembre 2022.

## Urbanisme

### Typologie
Au 1er janvier 2024, Bouère est catégorisée bourg rural, selon la nouvelle grille communale de densité à sept niveaux définie par l'Insee en 2022.
Elle est située hors unité urbaine. Par ailleurs la commune fait partie de l'aire d'attraction de Sablé-sur-Sarthe, dont elle est une commune de la couronne,. Cette aire, qui regroupe 39 communes, est catégorisée dans les aires de moins de 50 000 habitants,.

### Occupation des sols
L'occupation des sols de la commune, telle qu'elle ressort de la base de données européenne d’occupation biophysique des sols Corine Land Cover (CLC), est marquée par l'importance des territoires agricoles (92,6 % en 2018), en diminution par rapport à 1990 (93,5 %). La répartition détaillée en 2018 est la suivante : 
terres arables (53,2 %), prairies (30,5 %), zones agricoles hétérogènes (8,9 %), forêts (6,1 %), zones urbanisées (1,3 %). L'évolution de l’occupation des sols de la commune et de ses infrastructures peut être observée sur les différentes représentations cartographiques du territoire : la carte de Cassini (XVIIIe siècle), la carte d'état-major (1820-1866) et les cartes ou photos aériennes de l'IGN pour la période actuelle (1950 à aujourd'hui).

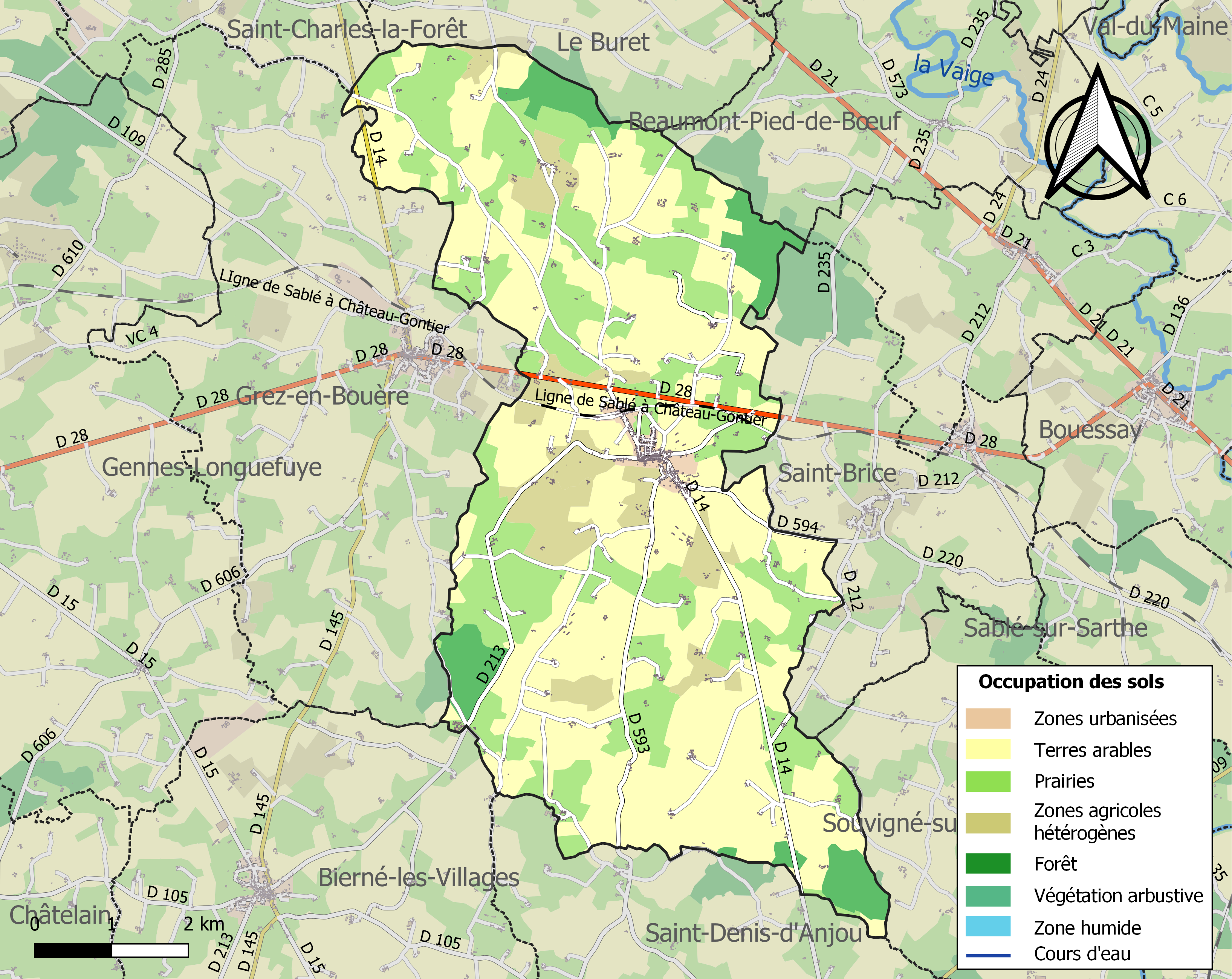
Carte des infrastructures et de l'occupation des sols de la commune en 2018 (CLC).

## Toponymie
La paroisse de Bouère est parfois mentionnée au XVIIIe siècle sous le nom de Boire, voire de Le Grand-Boire. Une « boire » désigne un étang dans le parler local.

## Histoire
Avant la Révolution française, la commune faisait partie du comté de Laval, de la province du Maine et du diocèse du Mans. Au niveau de la fiscalité, elle dépendait toutefois de l'Anjou puisqu'elle faisait partie du pays d'élection de La Flèche.
L'abbé Angot, dans son Dictionnaire historique de la Mayenne, rapporte que dans la moitié du XVIIe siècle, à l'autre bout du département, la forêt de Bouère fut vendue à la marine et que « des bûcherons du Lyonnais vinrent s'établir dans les coupes pour exploiter sur place ce qui ne convenait pas aux constructions navales. Ils formaient une population à part, peu sympathique aux habitants du pays ».
Des mines de charbon sont brièvement exploitées entre 1825 et 1838.

## Démographie
L'évolution du nombre d'habitants est connue à travers les recensements de la population effectués dans la commune depuis 1793. Pour les communes de moins de 10 000 habitants, une enquête de recensement portant sur toute la population est réalisée tous les cinq ans, les populations de référence des années intermédiaires étant quant à elles estimées par interpolation ou extrapolation. Pour la commune, le premier recensement exhaustif entrant dans le cadre du nouveau dispositif a été réalisé en 2004.
En 2022, la commune comptait 1 066 habitants, en évolution de −3,27 % par rapport à 2016 (Mayenne : −0,73 %, France hors Mayotte : +2,11 %).
| 1793  | 1800  | 1806  | 1821  | 1831  | 1836  | 1841  | 1846  | 1851  |
| ----- | ----- | ----- | ----- | ----- | ----- | ----- | ----- | ----- |
| 1 404 | 1 394 | 1 544 | 1 662 | 1 847 | 1 927 | 2 042 | 2 130 | 2 186 |

| 1856  | 1861  | 1866  | 1872  | 1876  | 1881  | 1886  | 1891  | 1896  |
| ----- | ----- | ----- | ----- | ----- | ----- | ----- | ----- | ----- |
| 2 105 | 2 040 | 1 990 | 2 002 | 2 052 | 2 053 | 2 027 | 1 908 | 1 821 |

| 1901  | 1906  | 1911  | 1921  | 1926  | 1931  | 1936  | 1946  | 1954  |
| ----- | ----- | ----- | ----- | ----- | ----- | ----- | ----- | ----- |
| 1 800 | 1 706 | 1 778 | 1 458 | 1 515 | 1 439 | 1 379 | 1 454 | 1 366 |

| 1962  | 1968  | 1975  | 1982 | 1990 | 1999 | 2004 | 2006 | 2009  |
| ----- | ----- | ----- | ---- | ---- | ---- | ---- | ---- | ----- |
| 1 305 | 1 149 | 1 030 | 911  | 857  | 907  | 921  | 930  | 1 027 |

| 2014  | 2019  | 2022  | - | - | - | - | - | - |
| ----- | ----- | ----- | - | - | - | - | - | - |
| 1 078 | 1 065 | 1 066 | - | - | - | - | - | - |

## Économie
- Sur le territoire de la commune, on note la présence des Éditions Dominique Martin Morin.

## Culture locale et patrimoine

### Lieux et monuments
- Église romane (XIe/XIIe restaurée au XIXe siècle) dédiée à saint Cyr et à sa mère sainte Julitte, deux martyrs chrétiens du IVe, formait le plan régulier d'une croix latine, avec abside pour le chœur, absidioles dans les transepts et la tour centrale. Près du transept, les lignes intérieures des murs côtiers plus épais formaient un ressaut sur le bas de la nef. Depuis ce ressaut jusqu'à l'entrée de la tour, on a constaté l'existence de deux murs parallèles plus rapprochés qui doivent dater du chœur primitif. La partie orientale de la nef, le transept et le chœur auraient ainsi été reconstruits après coup, car nous retrouvons des fenêtres romanes qui accusent le XIe. On a donc soudé l'un à l'autre l'édifice donné en 1062 par Foulques de Bouère et celui que les Bénédictins firent construire plus monumental de 1120 à 1150. L'abside est voûtée en quart de sphère, l'avant-chœur en berceau avec arc-doubleau saillant. Le campanile du clocher a été changé en février 1996 par un nouveau pesant entre 1 et 2 tonnes, et mesurant 6 mètres environ.
- Cimetière communal (inscrit à l'inventaire supplémentaire des monuments historiques). Ce dernier aménagé en 1778 en mini jardin à la française qui est constitué de buis et d’ifs centenaires. La végétation, la géométrie et la forme des lieux sont protégées.
- Chapelle votive des Freux 1871,
- Château du Bois-Jourdan (XVIe/XVIIe) et dépendances,
- Château de la Vezouzière et orangeries (XVIIIe),
- Château des Rochers (XIXe),
- Château de la Sévaudière (XIXe),
- Château Daviers (XIXe).
- Château du Plessis (entrée face à l'entrée secondaire du "Bois-Jourdan").

### Personnalités liées à la commune
- Urbain Grandier (1590 à Bouère - 1634), prêtre, accusé de sorcellerie et exécuté.
- René-Robert Bourdet (1741 - 1790 à Bouère), curé de Bouère, député aux États généraux de 1789.
- Marin-Pierre Gaullier (1766 - 1817 à Bouère), chef chouan.
- Robert Hirsch (1925 - 2017), acteur, inhumé à Bouère.